# باول جاست
باول جاست هو منافس ألعاب قوى كندي، ولد في 29 فبراير 1964.

## وصلات خارجية
- باول جاست على موقع الاتحاد الدولي لألعاب القوى (الإنجليزية)
- باول جاست على موقع أوليمبيديا (الإنجليزية)
- باول جاست على موقع اتحاد ألعاب الكومنولث (مؤرشف) (الإنجليزية)